# 대륙의 영웅들
"대륙의 영웅들"은 한국에서 제작된 이용호 감독의 1965년 영화이다. 장동휘 등이 주연으로 출연하였고 이수희 등이 제작에 참여하였다.

## 출연

### 주연
- 장동휘
- 김석훈
- 태현실

## 기타
- 조명: 변중식
- 미술: 송백규